# 槍膛

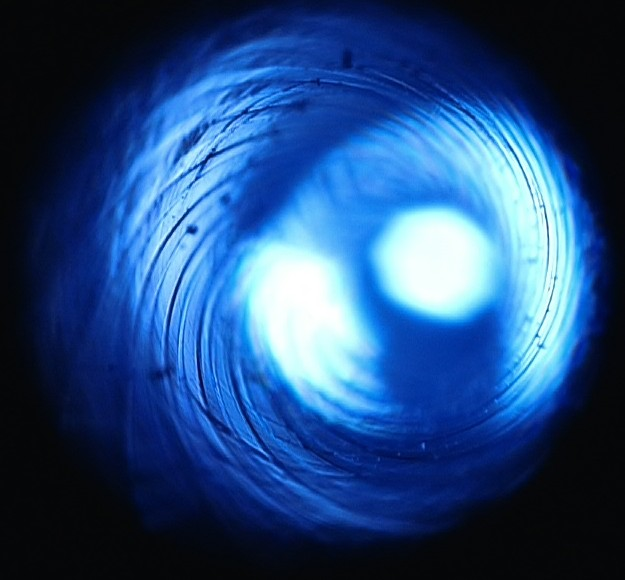
刻有膛线的枪膛

枪膛（英語：Bore）是枪管空腔内壁的主体部分，处于后方的膛室和前方的枪口之间。枪膛的主要作用是发射子弹时容纳推进药燃烧产生的高温高压气体，积蓄压力为弹头提供向前加速，并且稳定弹头的移动方向和状态，以便提高射击的准确度。枪膛内壁锻有膛线的枪械称为线膛枪，没有膛线则称为滑膛枪。
弹头在枪膛内的运动状态被称为内弹道。